# Рзазаде, Ялчын Имран оглы
Ялчын Имран оглы Рзазаде (азерб. Yalçın İmran oğlu Rzazadə; 31 декабря 1946, Болади, Ленкоранский район, Азербайджанская ССР, СССР — 22 февраля 2021, Баку, Азербайджан ) — советский и азербайджанский эстрадный певец. Народный артист Азербайджана (2000).

## Биография
Родился 31 декабря 1946 года в селе Болади Ленкоранского района Азербайджанской ССР в семье местной интеллигенции.
В 1963 году поступил в Бакинский театральный институт, в 1967 году поступил на актерский факультет того же института. В 1968 году поступил в Азербайджанскую государственную консерваторию им. Узеира Гаджибекова, которую окончил в 1973 году с красным дипломом.
В 1979 году стал заслуженным артистом Азербайджанской ССР. В 2000 году удостоен звания народного артиста Азербайджана.
В 2005 году Рзазаде была присуждена Персональная пенсия Президента Азербайджанской Республики.
Вел педагогическую деятельность. До конца жизни заведовал кафедрой вокала и поп-музыки Азербайджанского государственного университета культуры и искусств.
Был женат, имел троих детей.
Скончался 22 февраля 2021 года в Баку. Похоронен в Лимане.

### Карьера
Ещё студентом он начинал работать ассистентом режиссёра на Гостелерадио Азербайджана. По приглашению Гюляры Алиевой вступил в коллектив «Дан улдузу» («Утренняя звезда»)». Зрителям стал известен в 1960-х годах, благодаря песне Джахангира Джахангирова «Журавли». Сотрудничал со многими композиторами и ансамблями: с Джанхангиром Джахангировым, Тельманом Гаджиевым, Эмином Сабитоглу, Октаем Кязимовым, Тофиком Кулиевым, Эльзой Ибрагимовой, Октаем Раджабли, ансамблями «Дан улдузу», «Севиль», «Хатира» и другими.
В 1978 году впервые сыграл главную роль в фильме «Оазис в огне».

## Фильмография
- До встречи на свадьбе, 1970
- Осенние мелодии, 1974
- Свет погасших костров, 1975
- Я пою о тебе, Родина!, 1975
- Прилетала сова, 1978
- Свекровь, 1978
- Оазис в огне, 1978
- Ялчын, 2004